# Calappa calappa
Calappa calappa (Linnaeus, 1758) è un crostaceo decapode appartenente alla famiglia Calappidae tipico dell'Indo-Pacifico.

## Distribuzione
Proviene da Mombasa, Seychelles, Aldabra, Madagascar, Mauritius, Andamane, Giappone, Taiwan, Palau, Indonesia, Papua Nuova Guinea, Shark Bay, Nuova Caledonia, Hawaii, Isole Marchesi, Isole della Società.

## Descrizione
È un granchio tozzo che presenta un carapace ricco di tubercoli, spesso di colore rosso.

## Tassonomia
Fu descritto da Linneo nel 1758 come Cancer calappa, poi nel 1781 come Cancer fornicatus da Otto Fabricius, e solo nel 1903 fu collocato nel genere Calappa da Lancelot Alexander Borradaile.